# Булонська декларація

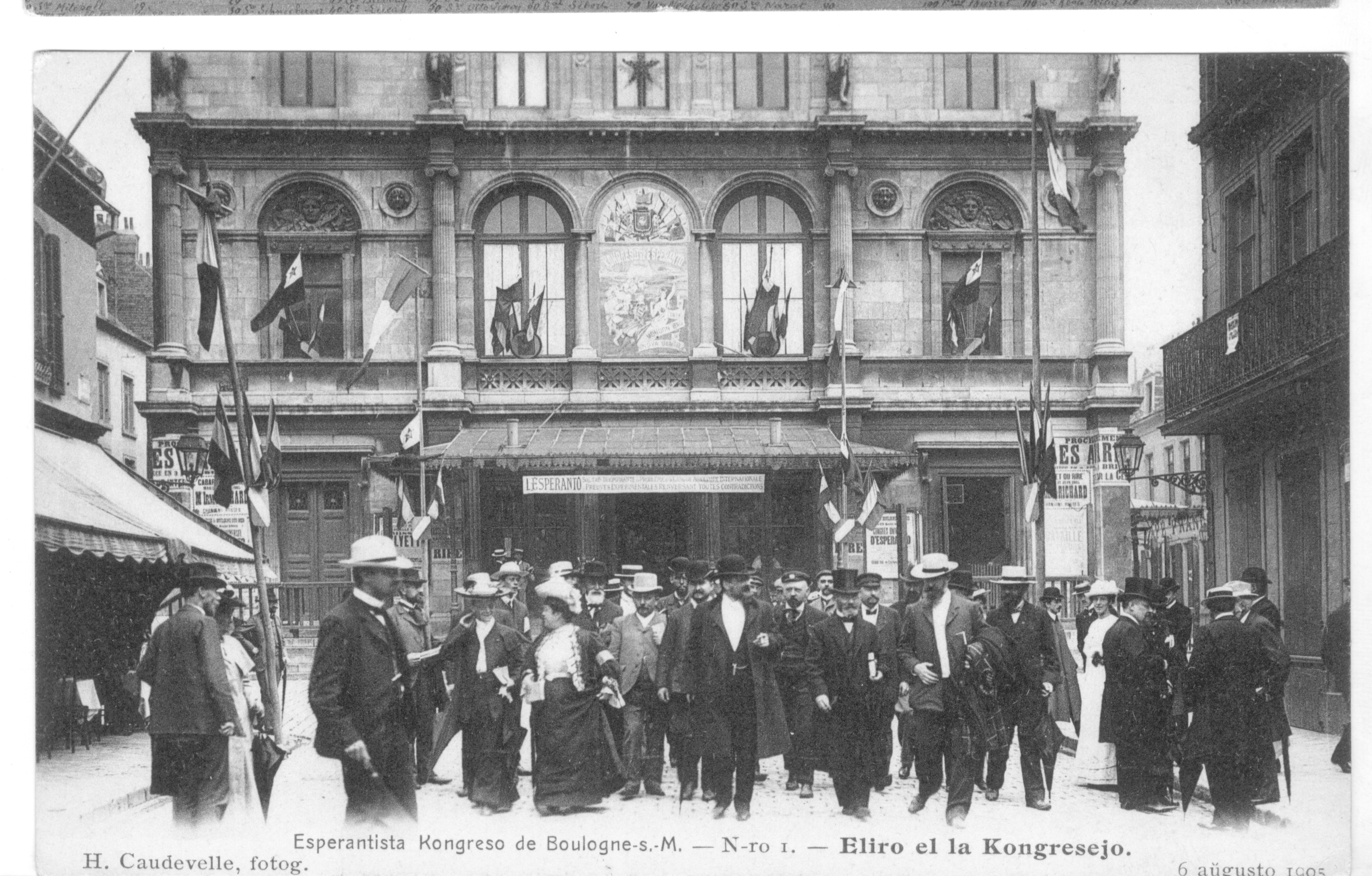
Вихід з Конгресу в Булонь-сюр-Мер, 1905

Булонська декларація (есп. Bulonja Deklaracio) — базовий документ, що визначає суть і основні принципи всесвітнього руху есперантистів. Декларація, яку написав Л. Л. Заменгоф, була прийнята на I всесвітньому конгресі есперантистів у французькому місті Булонь-сюр-Мер 9 серпня 1905 року.
Декларація складається з п'яти пунктів:
1. Есперантизм — прагнення поширити у всьому світі використання нейтрально-людської мови, яка, не нав'язуючи себе у внутрішньому житті народів і анітрохи не маючи намір витіснити існуючі національні мови:
- давала би людям різних націй можливість порозуміння;
- могла би служити як миротворча мова суспільних інститутів у тих країнах, де різні нації конфліктують між собою через мову;
- на якій можуть публікуватися ті твори, які становлять особливий інтерес для всіх народів.

2. Міжнародною мовою може бути тільки мова штучна. Найбільше відповідає цьому мова есперанто.
3. Матеріальним господарем есперанто є весь світ. Духовними господарями — люди, які есперантським світом будуть визнаватися найкращими й найбільш талановитими письменниками на цій мові.
4. Одним-єдиним назавжди обов'язковим для всіх есперантистів фундаментом мови есперанто є твір «Основи есперанто», у який ніхто не має права вносити зміни.
5. Есперантистом називається будь-яка людина, яка знає і використовує мову есперанто, незалежно від цілей, для яких вона її використовує.